# The All Seeing Eye
The All Seeing Eye è un album di Wayne Shorter, pubblicato dalla Blue Note Records nel 1966. Il disco fu registrato il 15 ottobre 1965 al "Rudy Van Gelder Studio" di Englewood Cliffs, New Jersey (Stati Uniti).

## Tracce
Lato A
1. The All Seeing Eye – 10:32 (Wayne Shorter)
2. Genesis – 11:44 (Wayne Shorter)

Lato B
1. Chaos – 6:55 (Wayne Shorter)
2. Face of the Deep – 5:29 (Wayne Shorter)
3. Mephistopheles – 9:39 (Alan Shorter)

## Musicisti
Wayne Shorter Octet
- Wayne Shorter  – sassofono tenore
- James Spaulding – sassofono alto
- Freddie Hubbard  – tromba, flugelhorn
- Alan Shorter – flugelhorn (solo nel brano: B3)
- Grachan Moncur III  – trombone
- Herbie Hancock  – pianoforte
- Ron Carter  – contrabbasso
- Joe Chambers  – batteria